# Michel Forget (aviateur)
Pour les articles homonymes, voir Michel Forget et Forget.
Michel Forget, né le 4 mai 1927 à L'Île-Bouchard (Indre-et-Loire), et mort le 1er octobre 2020 à Issy-les-Moulineaux, est un aviateur,  général de corps aérien français. 

## Biographie
Il intègre l’École militaire de l'air 
en  1946, comme élève-officier du corps des officiers de l’air.
Pilote de chasse, il participe à la Guerre d'Algérie de janvier 1958 à septembre 1960 ; il est cité trois fois et décoré de la croix de la Valeur militaire avec palme. Promu général de brigade aérienne en 1974, il commande la première opération extérieure mettant en œuvre des avions de combat à réaction modernes au cours de 
l’opération Lamantin de novembre 1977 à février 1978 en Mauritanie. Durant cette opération, il est commandant interarmées des forces françaises engagées. Promu général de corps aérien en novembre 1978, il commande pendant quatre ans la Force aérienne tactique (FATac) de février 1979 à mai 1983. En 1987, il  passe en deuxième section (2S) des officiers généraux. Il est l'auteur de plusieurs ouvrages sur l'armée française et ses engagements extérieurs.
Il est président d'honneur du comité du Souvenir français d'Issy-les-Moulineaux et président, de 1985 à 1989, de l'Association des anciens élèves de l'École de l'air.
Il est élevé à la dignité de grand-croix de la Légion d'honneur le 31 juillet 2001.

## Publications
Il est l'auteur de plusieurs ouvrages : 
- Puissance aérienne et stratégies, Paris, Economica, 2001, 363 p. (ISBN 2-7178-4313-2)[9],[8]
- Guerre froide et Guerre d'Algérie : 1954-1964, témoignage sur une période agitée, Paris, Economica, 2002, 322 p. (ISBN 2-7178-4411-2)[9],[8]
- Notre défense dans un monde en crise : de 1960 à nos jours, Paris, Economica, 2006, 428 p. (ISBN 2-7178-5297-2)[7],[8]
- Du Vampire au Mirage : l'épopée d'une génération de pilotes de chasse, Paris, Economica, 2007, 190 p. (ISBN 978-2-7178-5492-3)[7],[8]
- Nos forces aériennes en OPEX : un demi-siècle d'interventions extérieures, Paris, Économica, 2013, 195 p. (ISBN 978-2-7178-6549-3)[7],[8]
- Nos armées au temps de la Ve République, Paris, Economica, 2016, 196 p. (ISBN 978-2-7178-6868-5)[7]
- L’armée de l’air face à ses épreuves, Paris, Economica, 2020, 256 p. (ISBN 978-2-7178-7129-6)[10]

## Décorations
- Grand-croix de la Légion d'honneur le 31 juillet 2001[1].
  -  Grand officier de la Légion d'honneur le 21 septembre 1982[1].
- Croix de la Valeur militaire  (3 citations)
- Médaille de l'Aéronautique

## Distinctions
- Membre du conseil de l'ordre national de la Légion d'honneur[11],[12].
- Correspondant de l'Académie des sciences morales et politiques[9] où il a été élu le 26 octobre 1998 à la place de Nicolas Wahl[3]
- Vice-président national du Conseil d'Administration du Souvenir français[13].